# Lecionário 9
O Lecionário 9 (designado pela sigla ℓ 9 na classificação de Gregory-Aland) é um antigo manuscrito do Novo Testamento, paleograficamente datado do Século XIII d.C..
Este codex contém lições   dos evangelhos de Mateus, Lucas e João (conhecido como Evangelistarium). Foi escrito em grego, e actualmente se encontra na Biblioteca Nacional da França.